# Uzo Aduba
Uzoamaka Nwanneka 'Uzo' Aduba (Boston, 10 februari 1981) is een Amerikaanse actrice van Nigeriaanse afkomst. Ze is vooral bekend van haar rol als Suzanne Warren ('Crazy Eyes') in de televisieserie Orange is the New Black, waarvoor ze verschillende awards heeft gewonnen. In 2021 speelde ze een hoofdrol in de serie In Treatment en in 2025 de hoofdrol in de miniserie The Residence.

## Levensloop
Uzo Aduba werd geboren in Boston, als dochter van Igbo-ouders afkomstig uit Nigeria. Ze groeide op in het plaatsje Medfield, dat ook in de staat Massachusetts ligt. Aduba beschrijft haar gezin als een "sportieve familie". Vanwege het opgroeien in een overwegend witte buurt, voelde ze zich in haar jeugd vaak geïsoleerd. De hechte band met haar moeder en haar Nigeriaanse achtergrond hielpen haar echter bij het ontwikkelen van een sterk gevoel van eigenwaarde.
In 1999 behaalde ze haar diploma aan Medfield High School, waarna ze studeerde aan Boston University, waar ze Klassieke Zang studeerde. Daarnaast deed ze aan atletiek (track and field).
Na haar opleiding startte Aduba haar theatercarrière op, met optredens op onder andere Broadway. Ze speelde daar onder andere in de musical Godspell (2011).
Haar televisiedebuut volgde in 2012 in de serie Blue Bloods. In 2013 brak ze internationaal door met haar rol als Suzanne Warren ('Crazy Eyes') in de Netflix-serie Orange Is the New Black. Ze won voor deze rol meerdere prijzen, waaronder drie Emmy Awards en twee Screen Actors Guild Awards. Ze is een van de weinige actrices die een Emmy heeft gewonnen in zowel de comedy- als dramaserie-categorie voor dezelfde rol.
Vervolgens speelde Aduba onder meer Shirley Chisholm in de miniserie Mrs. America (2020), een rol waarvoor ze haar derde Emmy Award won. In 2021 vertolkte ze een hoofdrol als psychiater Dr. Brooke Taylor in de vierde reeks van de HBO-serie In Treatment, waarvoor ze wederom lovende kritieken kreeg.
In 2023 speelde ze Edie Flowers, een voormalig overheidsfunctionaris die de opioïdencrisis onderzoekt, in de Netflix-miniserie Painkiller. Ook speelde ze de hoofdrol in de film Miss Virginia (2019) en was ze te zien op Broadway in het toneelstuk Clyde’s (2021-2022), waarvoor ze genomineerd werd voor een Tony Award.
In 2020 trouwde Aduba in New York met filmmaker Robert Sweeting. Tijdens de Tony Awards van 2023 maakte ze bekend dat ze zwanger was en op 12 november in dat jaar werd haar dochter geboren. Naast haar werk als actrice zet Aduba zich maatschappelijk in, waaronder voor LHBTI-rechten en armoedebestrijding in Afrika.

## Filmografie

### Film
| Jaar | Titel                                  | Rol                     | Opmerkingen   |
| ---- | -------------------------------------- | ----------------------- | ------------- |
| 2015 | Pearly Gates                           | Corrie                  |               |
| 2015 | Alvin and the Chipmunks: The Road Chip | TSA Officer             | Cameo         |
| 2016 | Tallulah                               | Detective Louisa Kinnie |               |
| 2016 | American Pastoral                      | Vicky                   |               |
| 2016 | Showing Roots                          | Pearl                   |               |
| 2017 | My Little Pony: The Movie              | Queen Novo              | Stem          |
| 2018 | Candy Jar                              | Julia Russell           |               |
| 2018 | We Are Boats                           | Sir                     |               |
| 2019 | Beats                                  | Carla Monroe            |               |
| 2019 | Steven Universe: The Movie             | Bismuth                 | Stem          |
| 2019 | Miss Virginia                          | Virginia Walden         |               |
| 2020 | Really Love                            | Chenai Hungwe           |               |
| 2021 | National Champions                     | Katherine Poe           |               |
| 2022 | Lightyear                              | Alisha Hawthorne        | Stem          |
| 2024 | The Supremes at Earl's All-You-Can-Eat | Clarice                 |               |
| 2024 | Greedy People                          | Officer Murphy          |               |
| 2025 | Roofman                                |                         | Postproductie |

### Television
| Jaar      | Titel                              | Rol                           | Opmerkingen                                                     |
| --------- | ---------------------------------- | ----------------------------- | --------------------------------------------------------------- |
| 2012      | Blue Bloods                        | Verpleegster                  | Aflevering: Nightmares                                          |
| 2013      | How to Live Like a Lady            | Dramadocent                   | Televisiefilm                                                   |
| 2013–2019 | Orange Is the New Black            | Suzanne Warren ('Crazy Eyes') | Terugkerende rol (seizoen 1); hoofdrol (seizoenen 2–7)          |
| 2014      | Saturday Night Live                | Daughter Dudley               | Aflevering: Woody Harrelson/Kendrick Lamar                      |
| 2015      | Comedy Bang! Bang!                 | Zichzelf                      | Aflevering: Uzo Aduba Wears a White Blouse and Royal Blue Heels |
| 2015      | The Wiz Live!                      | Glinda the Good Witch         | Televisiespecial                                                |
| 2016–2019 | Steven Universe                    | Bismuth                       | Stem, 9 afleveringen                                            |
| 2018–2019 | 3Below: Tales of Arcadia           | Officer Kubritz               | Stem, 11 afleveringen                                           |
| 2020      | Steven Universe Future             | Bismuth, Khadijah             | Stem, aflevering: Bismuth Casual                                |
| 2020      | Mrs. America                       | Shirley Chisholm              | Miniserie                                                       |
| 2021      | In Treatment                       | Dr. Brooke Taylor             | Hoofdrol                                                        |
| 2021      | Solos                              | Sasha                         | Aflevering: Sasha                                               |
| 2021      | Last Week Tonight with John Oliver | Zichzelf                      | Aflevering: Hair                                                |
| 2022      | Animal                             | Verteller                     | Stem, aflevering: Dolphins                                      |
| 2023      | Painkiller                         | Edie Flowers                  | Netflix-miniserie                                               |
| 2024      | Magicampers                        | Treena                        | Stem                                                            |
| 2025      | The Residence                      | Cordelia Cupp                 | Netflix-miniserie                                               |

## Theater
| Year | Title                 | Role        | Notes                          |
| ---- | --------------------- | ----------- | ------------------------------ |
| 2006 | The Seven             | Amphiarus   | New York Theatre Workshop      |
| 2007 | Coram Boy             | Toby        | Imperial Theatre               |
| 2008 | The Seven             | Amphiarus   | La Jolla Playhouse             |
| 2009 | Eclipsed              | Helena      | Woolly Mammoth Theatre Company |
| 2009 | A Civil War Christmas | Hannah      | Huntington Theatre             |
| 2011 | Godspell              | Company     | Circle in the Square Theatre   |
| 2011 | Prometheus Bound      | Io          | American Repertory Theater     |
| 2013 | Venice                | Anna Monroe | The Public Theater             |
| 2016 | The Maids             | Solange     | Trafalgar Studios              |
| 2021 | Clyde's               | Clyde       | Hayes Theatre                  |

## Nominaties en onderscheidingen
| Jaar | Organisatie                      | Werk                                                                                | Categorie               | Resultaat   |
| ---- | -------------------------------- | ----------------------------------------------------------------------------------- | ----------------------- | ----------- |
| 2014 | Critics' Choice Television Award | Beste gastperformer in een komedyserie                                              | Orange Is the New Black | Gewonnen    |
| 2021 | Critics' Choice Television Award | Beste gastperformer in een limited series of televisiefilm                          | Mrs. America            | Gewonnen    |
| 2022 | Critics' Choice Television Award | Beste actrice in een dramaserie                                                     | In Treatment            | Genomineerd |
| 2016 | Glamour Awards                   | Comedy-actrice                                                                      | Orange Is the New Black | Genomineerd |
| 2015 | Golden Globe Award               | Beste vrouwelijke bijrol in een serie, miniserie of televisiefilm                   | Orange Is the New Black | Genomineerd |
| 2016 | Golden Globe Award               | Beste vrouwelijke bijrol in een serie, miniserie of televisiefilm                   | Orange Is the New Black | Genomineerd |
| 2022 | Golden Globe Award               | Beste actrice in een dramaserie                                                     | In Treatment            | Genomineerd |
| 2015 | NAACP Image Awards               | Uitstekende prestatie door een actrice in een comedyserie                           | Orange Is the New Black | Genomineerd |
| 2016 | NAACP Image Awards               | Uitstekende prestatie door een actrice in een comedyserie                           | Orange Is the New Black | Genomineerd |
| 2017 | NAACP Image Awards               | Uitstekende prestatie door een actrice in een comedyserie                           | Orange Is the New Black | Genomineerd |
| 2018 | NAACP Image Awards               | Uitstekende prestatie door een actrice in een comedyserie                           | Orange Is the New Black | Genomineerd |
| 2019 | NAACP Image Awards               | Uitstekende prestatie door een actrice in een comedyserie                           | Orange Is the New Black | Genomineerd |
| 2014 | Primetime Emmy Award             | Uitstekende prestatie door een gastactrice in een comedyserie                       | Orange Is the New Black | Gewonnen    |
| 2015 | Primetime Emmy Award             | Uitstekende prestatie door een vrouwelijke bijrol in een dramaserie                 | Orange Is the New Black | Gewonnen    |
| 2017 | Primetime Emmy Award             | Uitstekende prestatie door een vrouwelijke bijrol in een dramaserie                 | Orange Is the New Black | Genomineerd |
| 2020 | Primetime Emmy Award             | Uitstekende prestatie door een vrouwelijke bijrol in een limited series or film     | Mrs. America            | Gewonnen    |
| 2021 | Primetime Emmy Award             | Uitstekende prestatie door een vrouwelijke hoofdrol in een dramaserie               | In Treatment            | Genomineerd |
| 2013 | Satellite Awards                 | Best vrouwelijke bijrol – serie, miniserie of televisiefilm                         | Orange Is The New Black | Genomineerd |
| 2015 | Screen Actors Guild Awards       | Uitstekende prestatie door een vrouwelijke acteur in een comedyserie                | Orange Is The New Black | Gewonnen    |
| 2015 | Screen Actors Guild Awards       | Uitstekende prestatie door een ensemble in een comedyserie                          | Orange Is The New Black | Gewonnen    |
| 2016 | Screen Actors Guild Awards       | Uitstekende prestatie door een vrouwelijke acteur in een comedyserie                | Orange Is The New Black | Gewonnen    |
| 2016 | Screen Actors Guild Awards       | Uitstekende prestatie door een ensemble in een comedyserie                          | Orange Is The New Black | Gewonnen    |
| 2017 | Screen Actors Guild Awards       | Uitstekende prestatie door een vrouwelijke acteur in een comedyserie                | Orange Is The New Black | Genomineerd |
| 2017 | Screen Actors Guild Awards       | Uitstekende prestatie door een ensemble in een comedyserie                          | Orange Is The New Black | Gewonnen    |
| 2018 | Screen Actors Guild Awards       | Uitstekende prestatie door een vrouwelijke acteur in een comedyserie                | Orange Is The New Black | Genomineerd |
| 2018 | Screen Actors Guild Awards       | Uitstekende prestatie door een ensemble in een comedyserie                          | Orange Is The New Black | Genomineerd |
| 2022 | Tony Award                       | Beste vrouwelijke bijrol in een toneelstuk                                          | Clyde's                 | Genomineerd |
| 2022 | Outer Critics Circle Awards      | Uitstekende prestatie door een vrouwelijke bijrol in een toneelstuk                 | Clyde's                 | Gewonnen    |
| 2024 | Screen Actors Guild Awards       | Uitstekende prestatie door een vrouwelijke acteur in een miniserie of televisiefilm | Painkiller              | Genomineerd |